# Храм Конкордія, Агрідженто
Храм Конкордія, Агрідженто (італ. Tempio della Concordia) — один з найкраще збережених храмів доби Стародавньої Греції у Західній Європі, розташований на Сицилії.

## Історія
Храм розташований на південному узбережжі острова Сицилія в так званій Долині храмів (тепер місто Агрідженто). Неподалік розташований храм Юнони. Обидва храми вибудовані на міцному скельному пагорбі, але ділянку додатково і штучно вирівняли.
Первісна назва храму невідома, назва Храм Конкордія пізня і пов'язана з давньоримською богинею згоди.

## Опис споруди
За типом — це периптер, храм, облямований з усіх боків колонами. На торцях їх шість, на бічних фасадах — тринадцять. Розміри споруди 16,92 на 39.42 метри, храм поступається розмірами лише храму Е у Селінунті (25,33 на 67,82 метри). Висота колон храму Конкордія 8,93 метри проти 10,19 проти колон храму Е, тобто обидва належать до найбільших на Сицилії. Храм Конкордія датований 440–430 роками до н. е.

## Подальша історія
Храм стояв пусткою. У шостому столітті споруду кам'яного давньогрецького храму пристосували під християнську церкву та висвятили на честь святих Петра і Павла. Пристосування під церкву потребувало перебудов, але вони не руйнували античну структуру споруди. Проміжки між колонами були обмуровані, були поруйновані стіни в інтер'єрі храму, а стіни целли перебудували у аркади.
Храм був реставрований у 1785 році, за іншими даними — у 1788 році, коли споруді повернули античний вигляд. Пристосування давньогрецького храму під християнську церкву сприяло його збереженню і храм не був пошкоджений, як були пошкоджені інші язичницькі скульптури і храми в агресивну добу раннього християнства.
Храм Конкордія внесений до реєстру пам'яток ЮНЕСКО 1997 року.

## Галерея

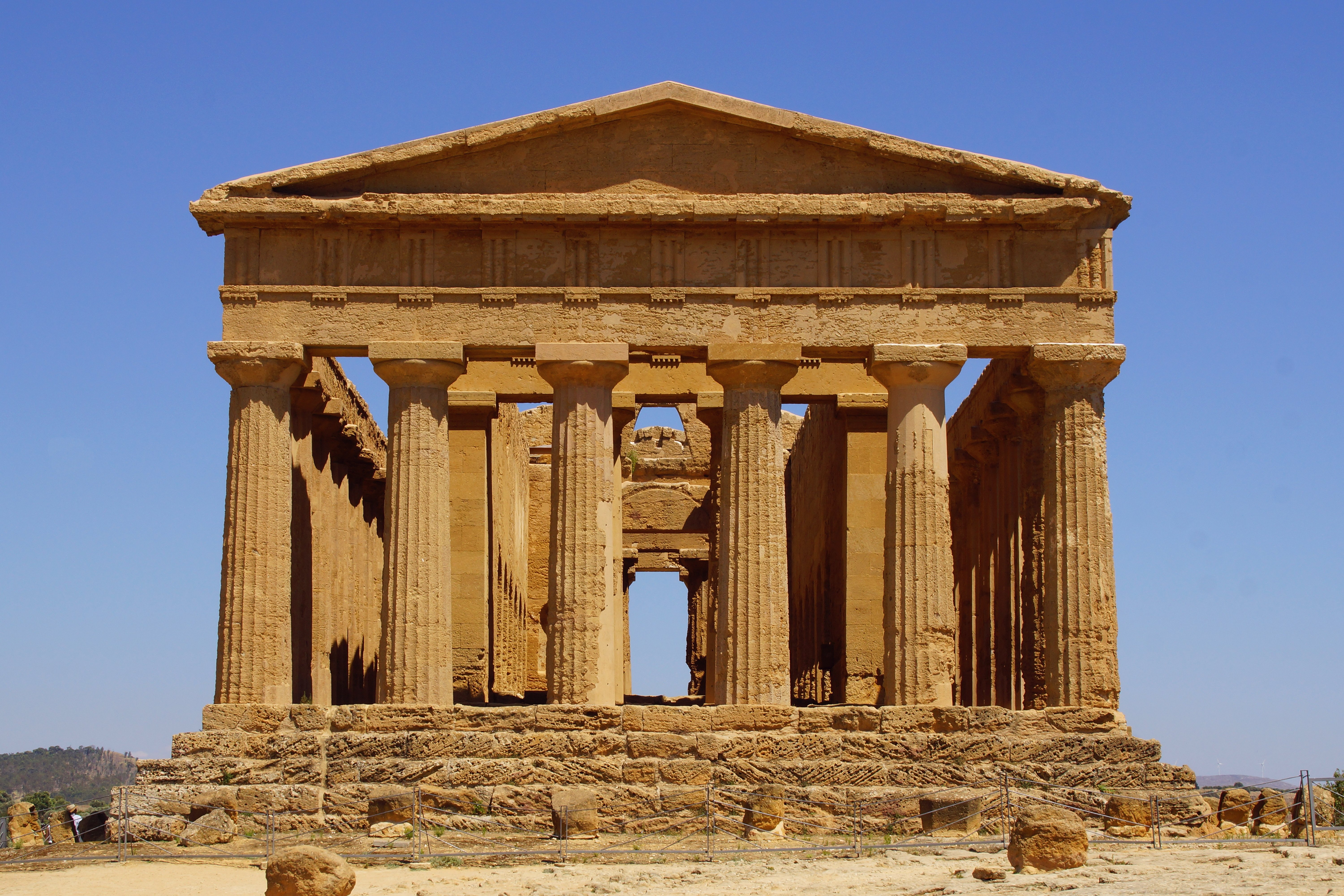
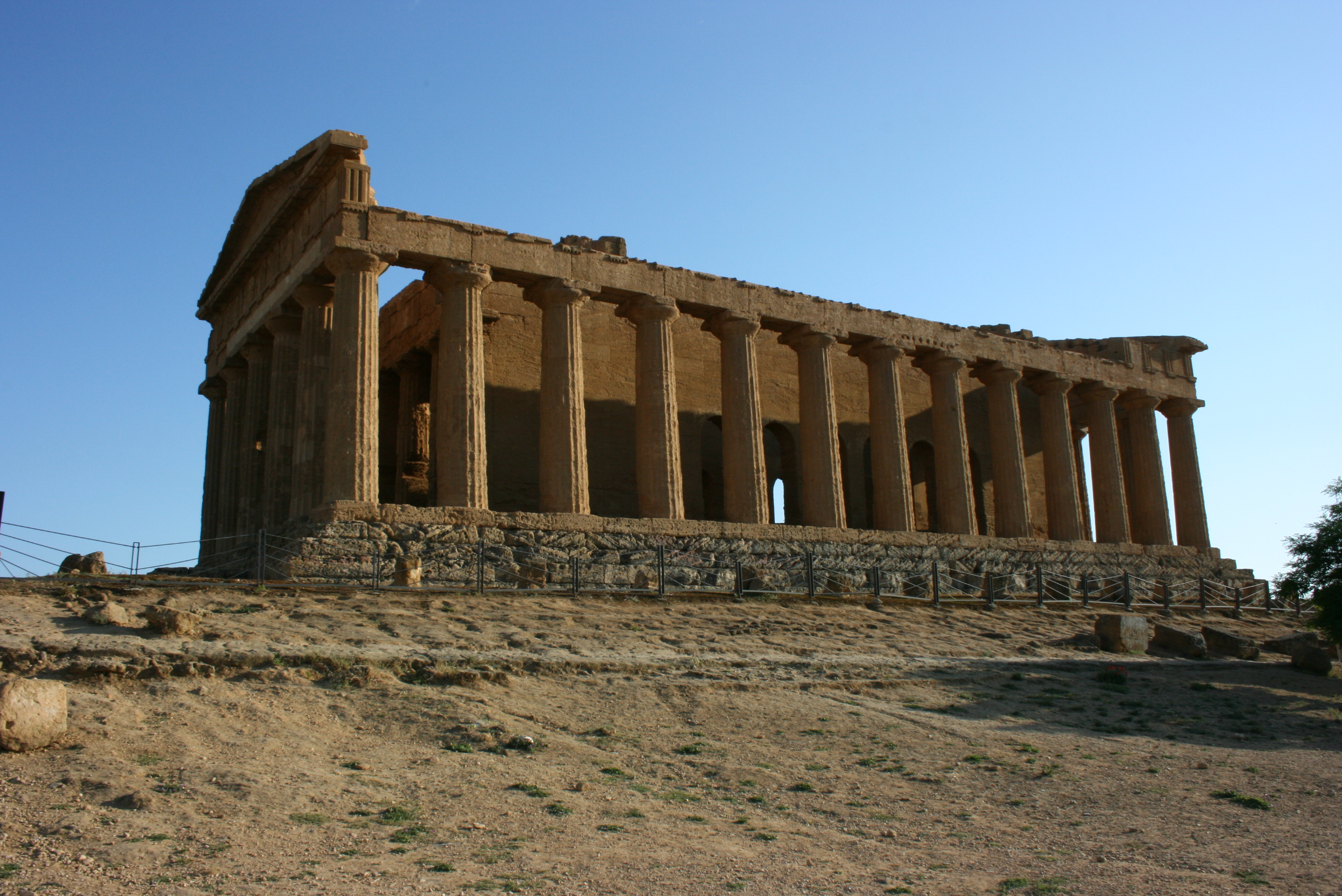
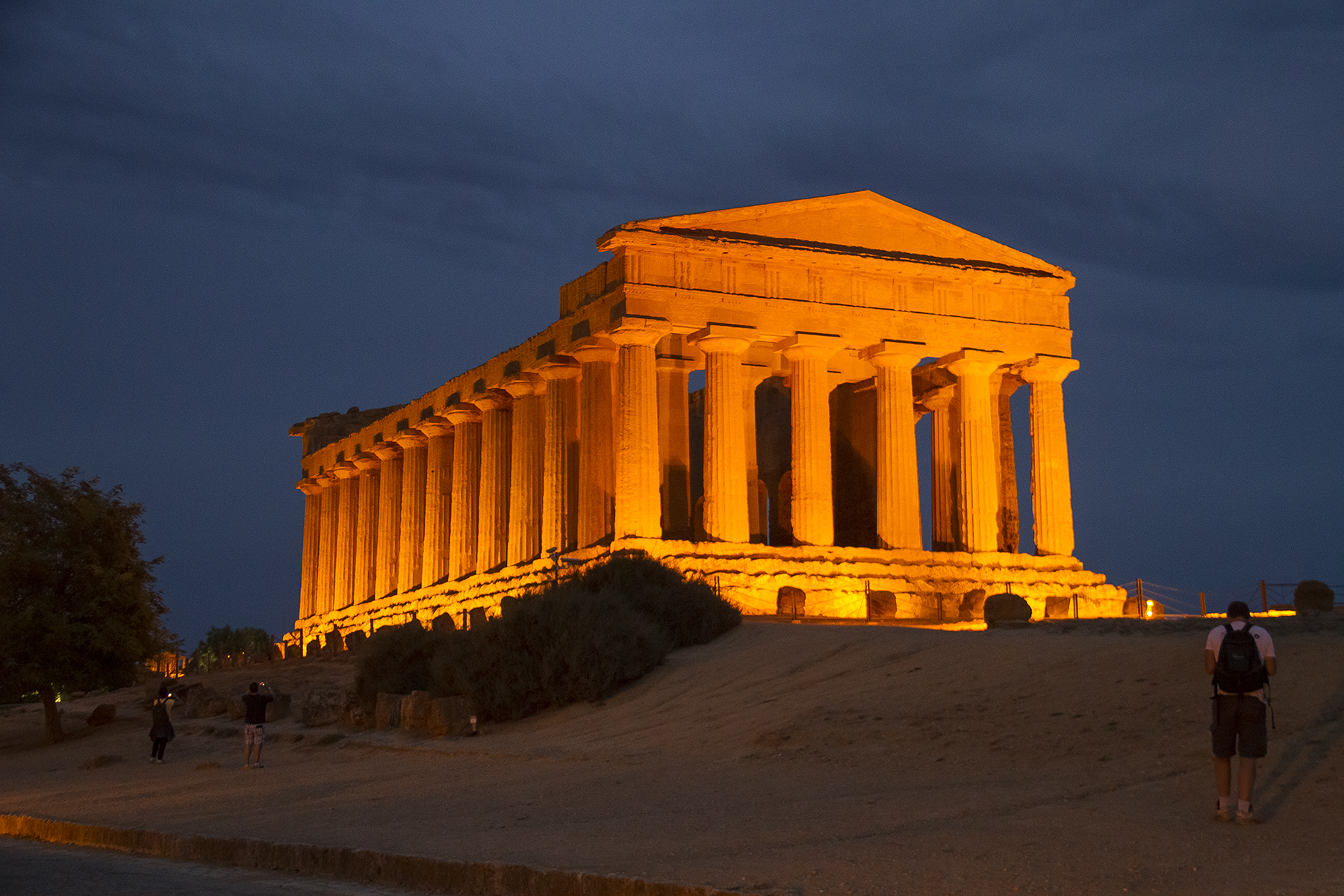
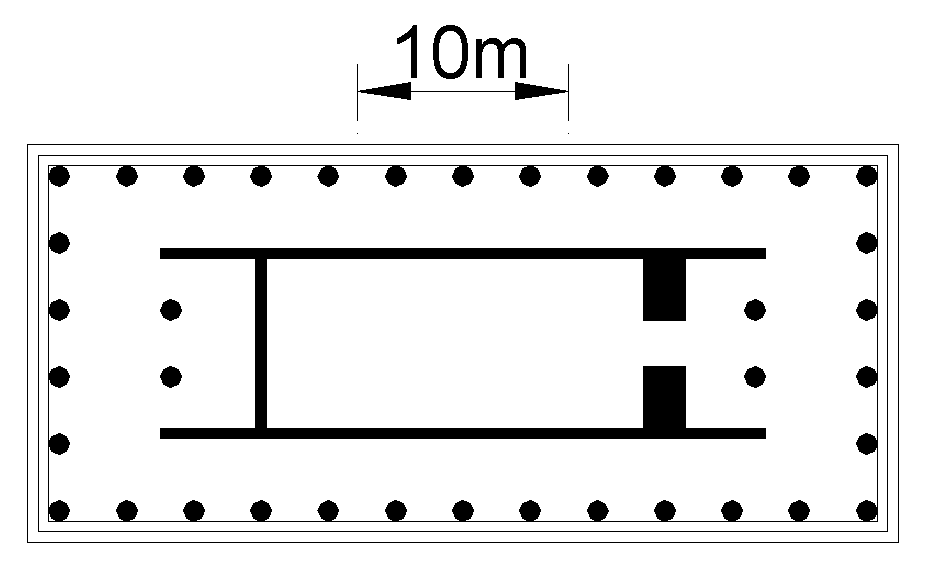